# تری‌متیل‌سیلیل‌دی‌آزومتان
تری‌متیل‌سیلیل‌دی‌آزومتان (به انگلیسی: Trimethylsilyldiazomethane) یک ترکیب شیمیایی با شناسه پاب‌کم ۱۶۷۶۹۳ است.